# Dietrich (Idaho)
Dietrich é uma cidade localizada no estado americano de Idaho, no Condado de Lincoln.

## Demografia
Segundo o censo americano de 2000, a sua população era de 150 habitantes.
Em 2006, foi estimada uma população de 163, um aumento de 13 (8.7%).

## Geografia
De acordo com o United States Census Bureau tem uma área de
0,5 km², dos quais 0,5 km² cobertos por terra e 0,0 km² cobertos por água. Dietrich localiza-se a aproximadamente 1246 m acima do nível do mar.

## Localidades na vizinhança
O diagrama seguinte representa as localidades num raio de 40 km ao redor de Dietrich.